# Hôpital ophtalmologique de Saint-Jean de Jérusalem
Le Groupe hospitalier ophtalmologique de Saint-Jean de Jérusalem (en anglais Saint John Eye Hospital Group) est une fondation caritative qui gère un hôpital ophtalmologique à Jérusalem-Est ainsi que des cliniques et hôpitaux de soins oculaires satellites en Cisjordanie et dans la bande de Gaza. Il s'agit d'une filiale en propriété exclusive du Très vénérable ordre de Saint-Jean, obédience anglicane. Le Groupe Hospitalier est basé à Jérusalem et est le principal fournisseur de soins oculaires dans les territoires palestiniens.

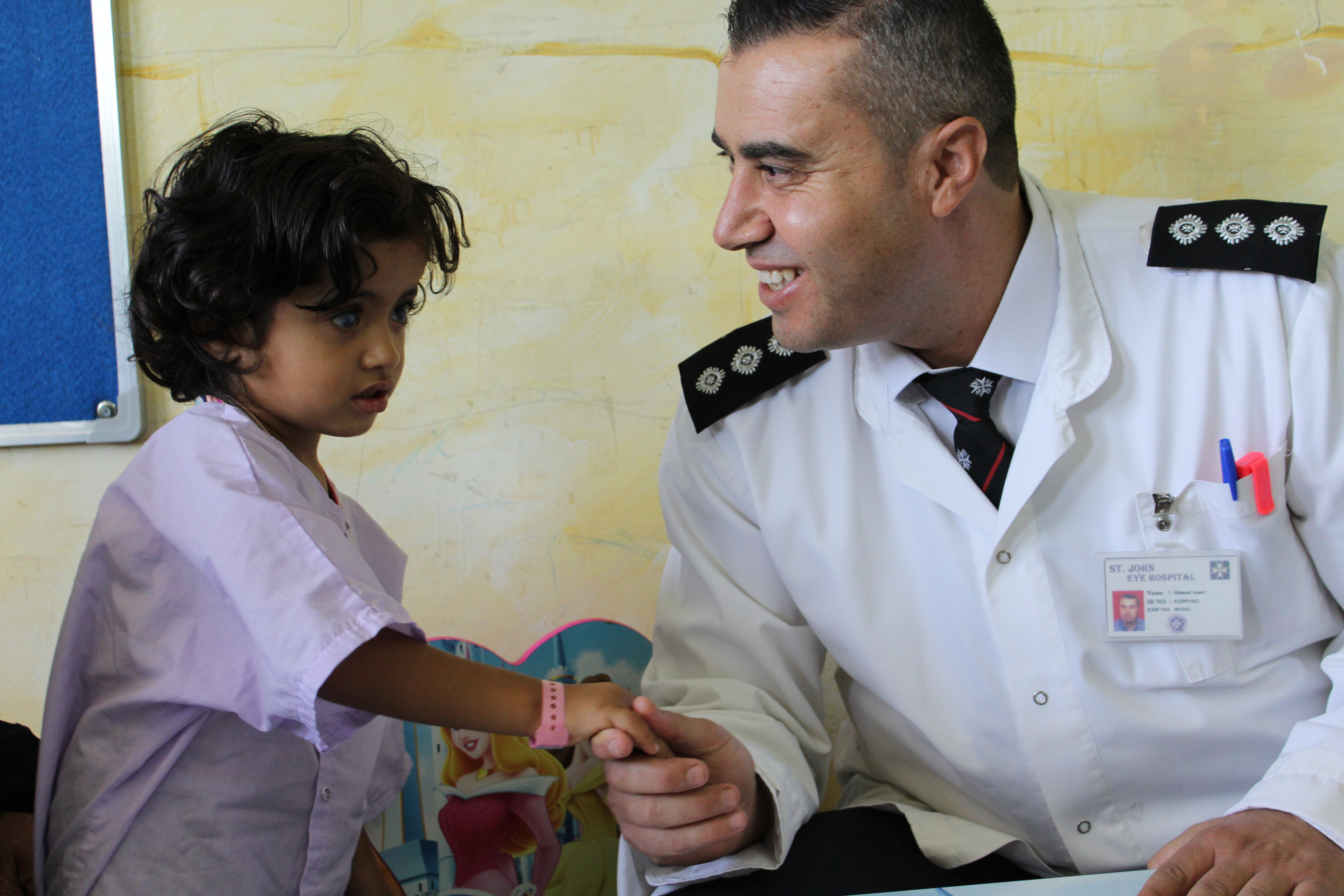
Infirmier de Saint-Jean avec un patient gazaoui atteint de glaucome.

## Histoire

### Premier site

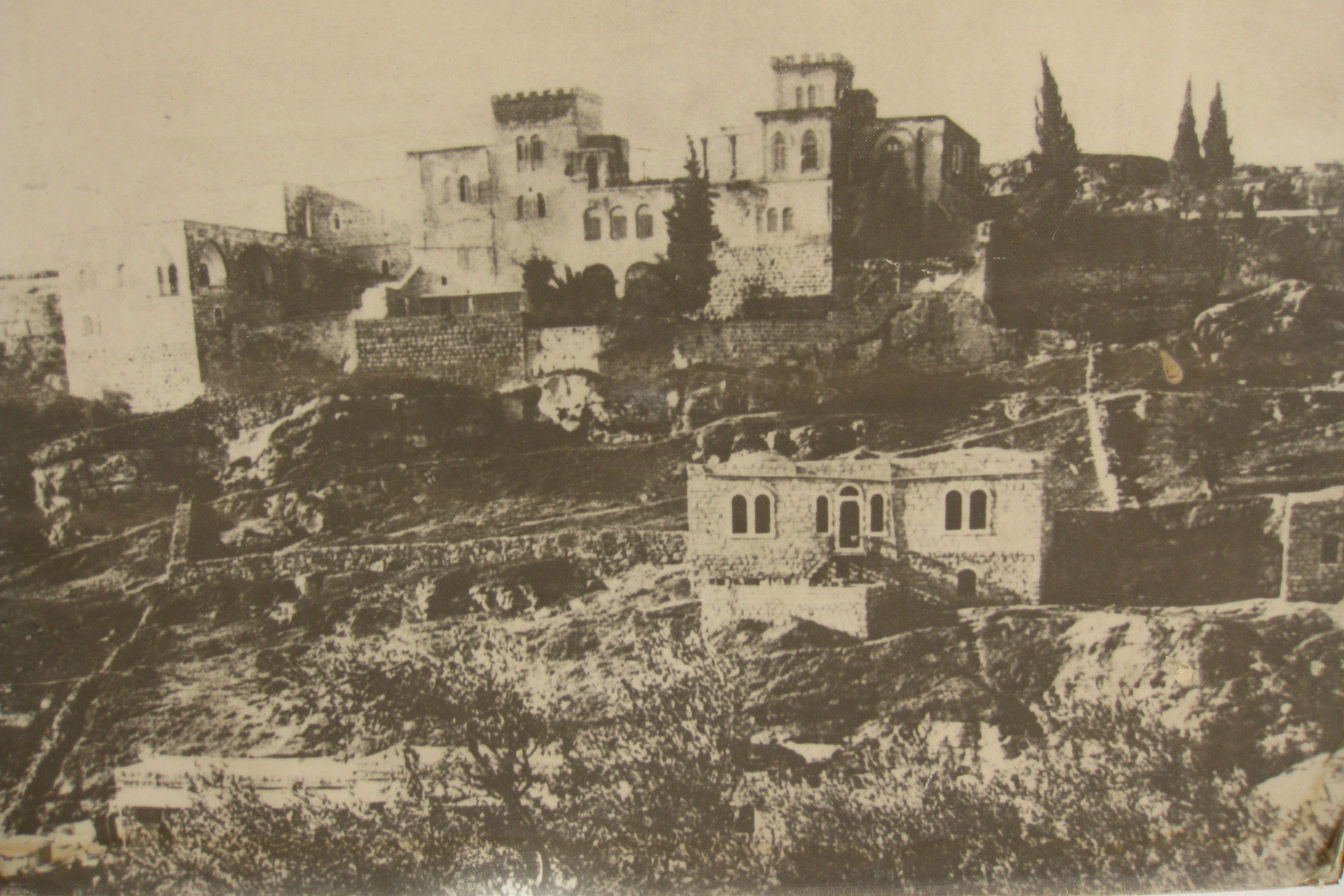
Le bâtiment hospitalier avec ses deux tours dans ses premières années, vers 1890.

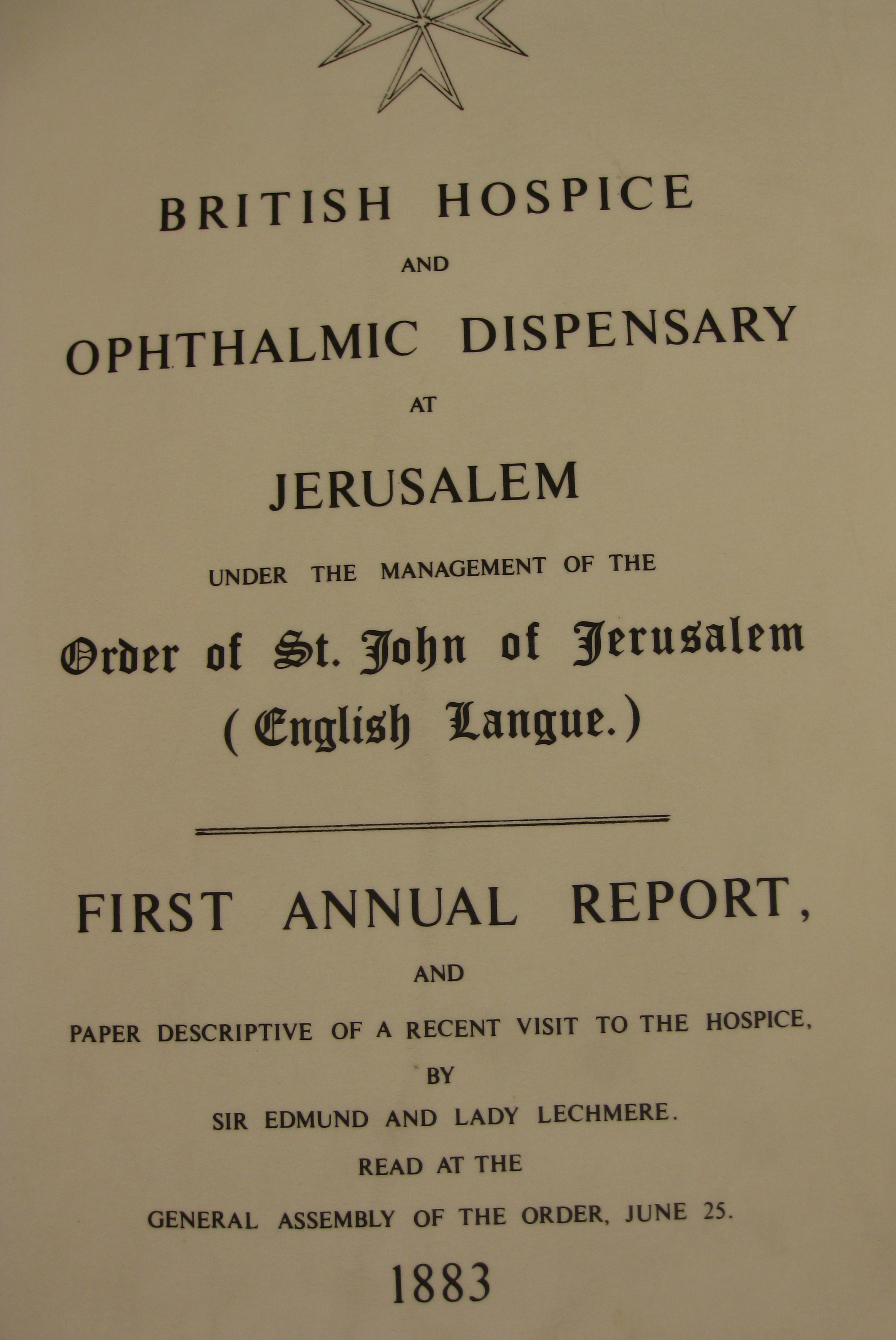
Le premier rapport annuel de l'hôpital en 1883.

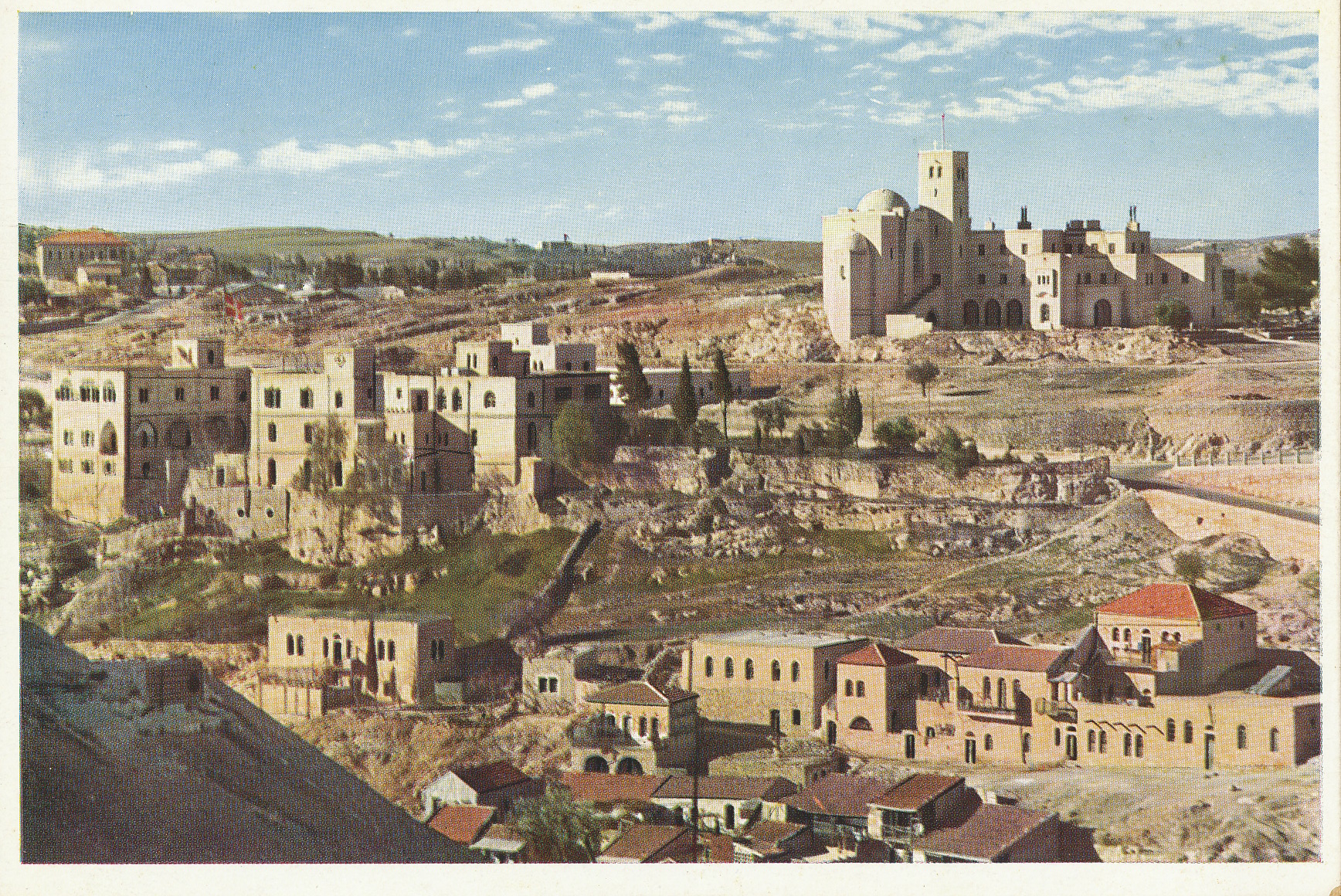
Vue panoramique de l'hôpital (à gauche) et l'église écossaise Saint-André (en haut à droite) en 1930

Le premier hôpital du Très vénérable ordre de Saint-Jean ouvre en 1882 sur la route de Bethléem, au sud de la vieille ville de Jérusalem. La reine Victoria le reconnaît officiellement et lui accorde une charte royale. Sir Edmund Lechmere, un des fondateurs du Très vénérable ordre de Saint-Jean est l'une des figure clefs de sa création.
Pendant la Première Guerre mondiale, l'hôpital est fermé et son bâtiment repris par l'armée turque, qui l'utilise pour stocker des munitions. Lors de la bataille de Jérusalem en 1917, le bâtiment est endommagé. À la suite de l'établissement du mandat britannique sur la Palestine, l'architecte Clifford Holliday est engagé pour rénover et agrandir le bâtiment. Holliday conçoit également l'Église écossaise Saint-André de Jérusalem. Les deux bâtiments ouvrent en 1930. La nouvelle aile est située de l'autre côté de la rue, de l'autre côté de Hebron Road.

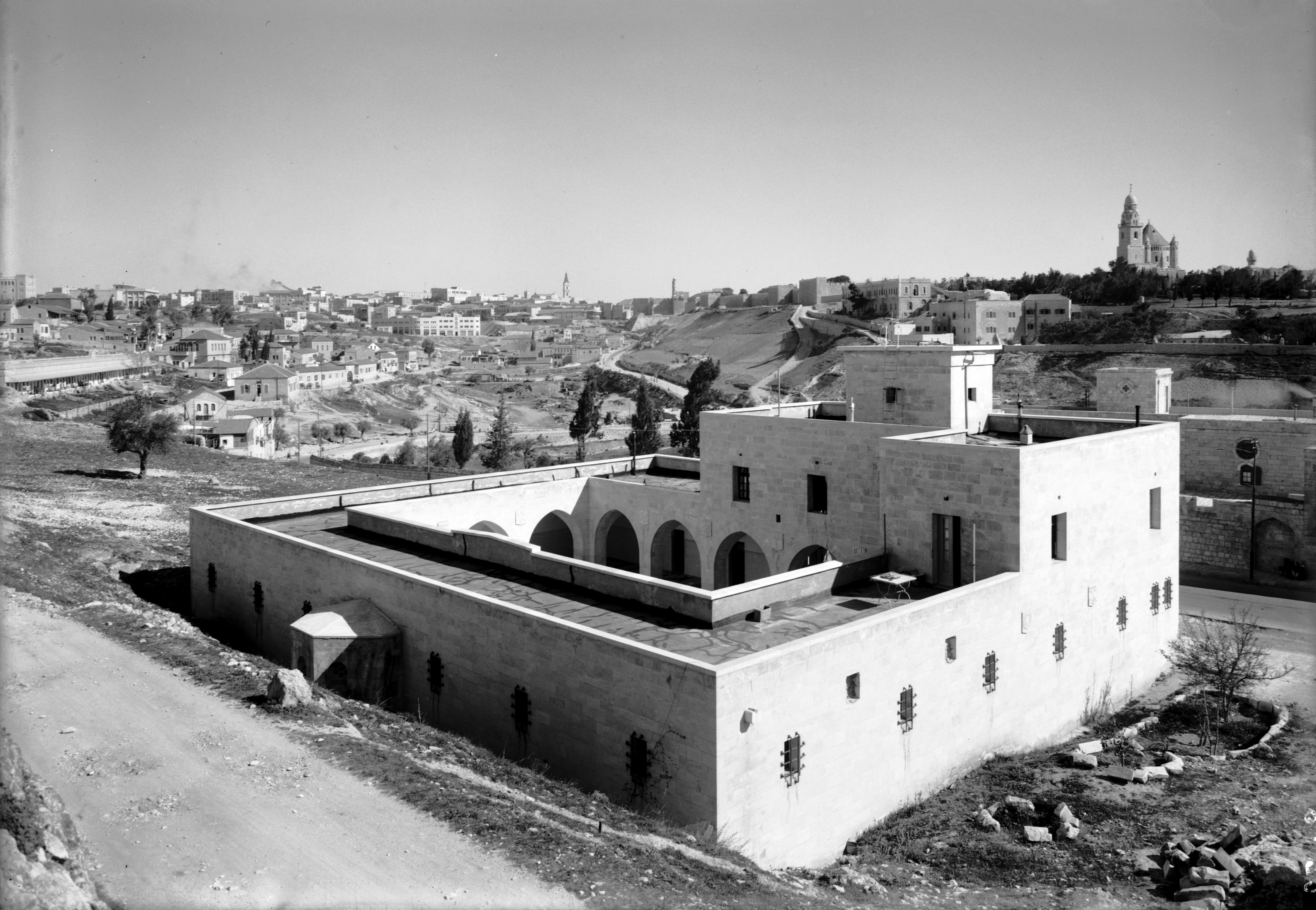
Nouvelle aile vue de l'église St Andrew (vers 1934-39)

### Deuxième site

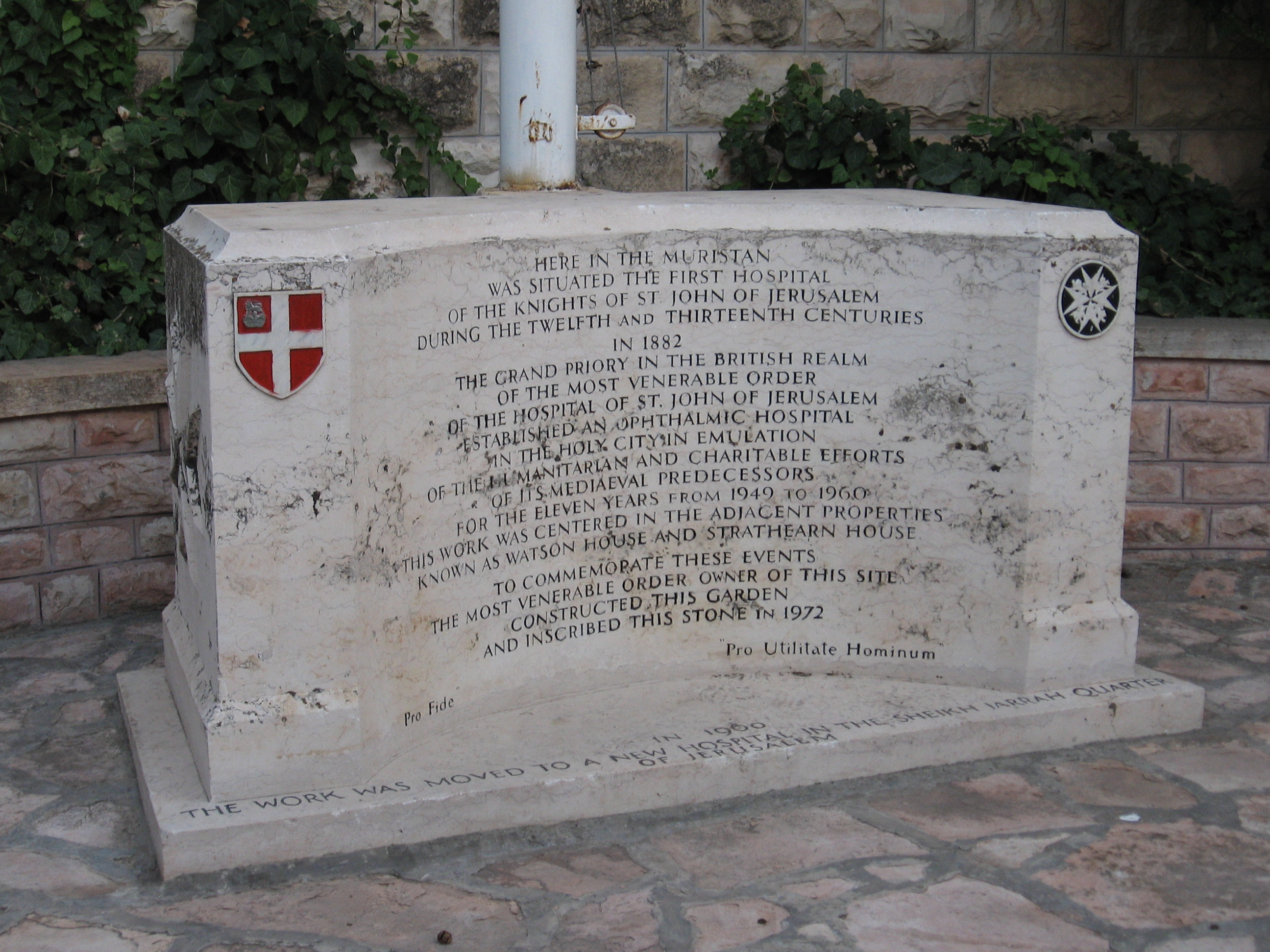
Mémorial dans la rue Muristan, vieille ville, marquant l'emplacement de l'hôpital médiéval, ainsi que le deuxième site de l'hôpital moderne (1949-1960)

Après les accords d'armistice de 1949 entre Israël et la Jordanie, la vallée située juste en dessous du bâtiment de l'hôpital et le mont Sion, qui se trouvait sur la ligne de front au moment de l'armistice, sont désignés comme no man's land. L'hôpital doit déménager.
Entre 1949 et 1960, l'hôpital a deux antennes, la Watson House et la Strathearn House, propriété de l'Ordre, rue Muristan, dans la vieille ville de Jérusalem.

### Troisième site
Le bâtiment actuel de l'hôpital ophtalmologique de Saint-Jean est inauguré en 1960, rue Nashashibi, dans le quartier de Cheikh Jarrah à Jérusalem-Est.
Le principal hôpital de Jérusalem est un hôpital ophtalmologique général. Il a une capacité de 49 lits et est composé de chirurgiens spécialisés étrangers et locaux, de médecins, d'ambulanciers paramédicaux, de volontaires médicaux étrangers et d'infirmières. Il existe un grand service de consultations externes et des services spécialisés en rétine, cornée et pédiatrie. L'hôpital dispose également d'une unité de recherche.
L'hôpital est membre du Réseau d’hôpitaux de Jérusalem-Est, à côté notamment de l'Hôpital Augusta Victoria, qui dépend de la Fédération luthérienne mondiale.

## Centres satellites

### Hôpital d'Hébron

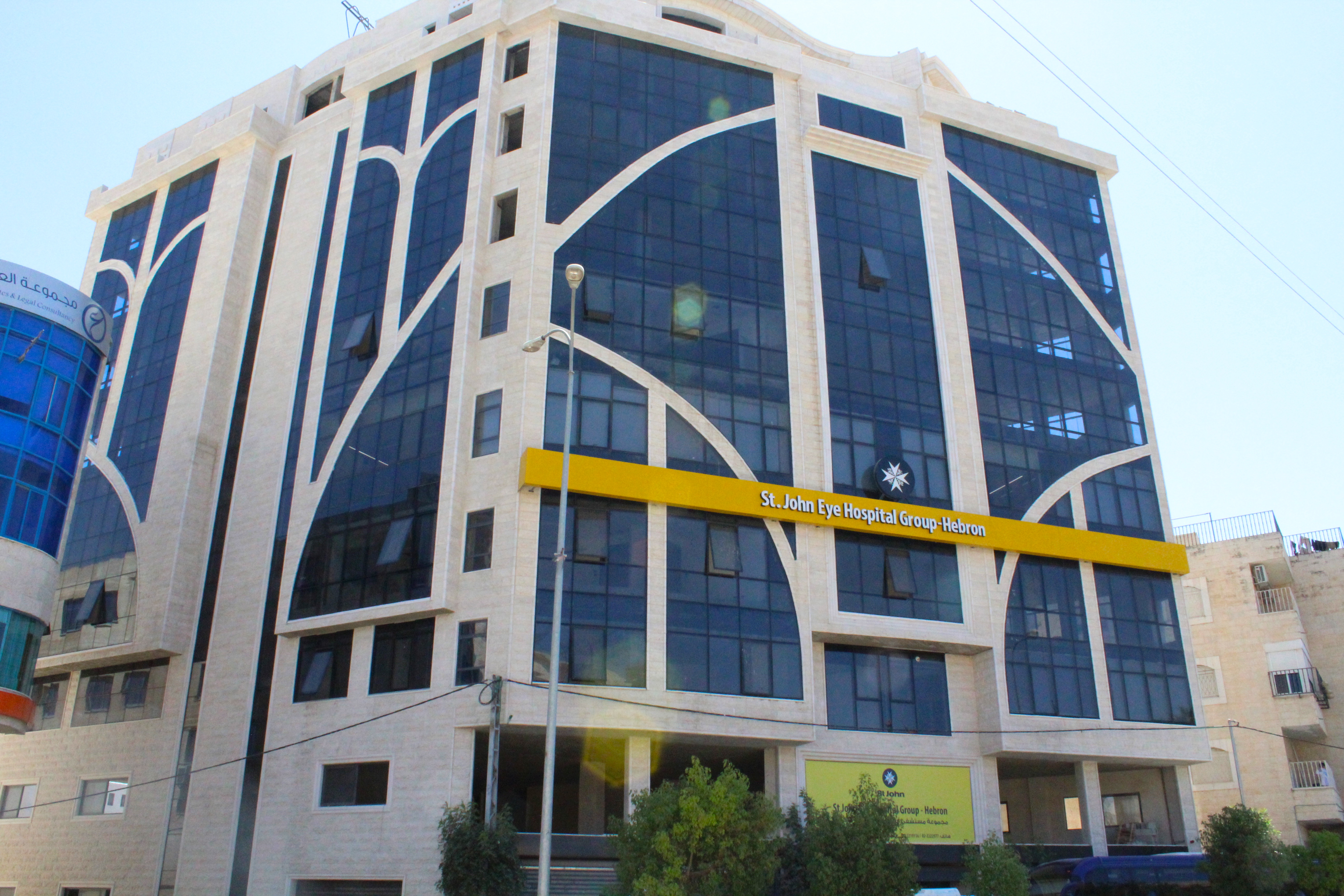
L'hôpital St John d'Hébron.

En 2005, ouvre l'hôpital d'Hébron. Il propose des opérations de la cataracte et des yeux au laser pour traiter la rétinopathie diabétique. Il dessert les 640 000 personnes qui vivent à Hébron et dans ses environs, y compris les Bédouins semi-nomades du désert du Néguev. En novembre 2015 est inauguré un nouvel édifice.

### Clinique Anabta
En 2007, est installée une clinique à Anabta. La clinique St John Anabta y traite plus de 20 000 patients chaque année. Elle est facilement accessible depuis les principales zones de Naplouse, Tulkarem et Jénine.

### Hôpital de Gaza
L'hôpital St John de Gaza fournit des soins oculaires caritatifs aux 1,8 million d'habitants de Gaza depuis 1992. En 2016, l'hôpital traite plus de 27 000 patients ambulatoires et réalise plus de 500 opérations majeures.

### Programmes de sensibilisation mobile
Le programme de sensibilisation mobile est lancé en 1980. Il dispose de deux équipes qui parcourent la Cisjordanie chaque semaine. Une équipe mobile de sensibilisation voit généralement entre 8 000 et 10 000 Palestiniens chaque année. Le programme de sensibilisation mobile ouvre à Gaza en 2017.